# S Kem Ty
Albums de Ария
Мания величия Герой асфальта
S Kem Ty? (en russe : С Кем Ты?, qui signifie « Avec qui es-tu ? ») est le second album du groupe russe Aria, il paraît un an seulement après la sortie du premier Мания величия. Le groupe autoproduira l'album jusqu'en 1994.

## Liste des titres
| N° | Titre                   | Translittération GOST 7.79 System B | Traduction               | Parolier      | Durée |
| -- | ----------------------- | ----------------------------------- | ------------------------ | ------------- | ----- |
| 1  | Воля и Разум            | Volya i Razum                       | Volonté et Raison        | Elin          | 4:34  |
| 2  | Встань, Страх Преодолей | Vstan', Strakh Preodolej            | Debout, Surmonte ta Peur | Elin          | 4:16  |
| 3  | Здесь Куют Металл       | Zdes' Kuyut Metall                  | Ici on Forge le Métal    | Elin          | 4:43  |
| 4  | С Кем Ты?               | S Kem Ty?                           | Avec Qui Es-Tu ?         | Elin          | 4:43  |
| 5  | Без Тебя                | Bez Tebya                           | Sans Toi                 | Pushkina      | 4:25  |
| 6  | Память О...             | Pamyat' O...                        | Souvenir de...           | Instrumentale | 2:49  |
| 7  | Икар                    | Ikar                                | Icare                    | Elin          | 4:14  |
| 8  | Игры Не Для Нас         | Igry Ne Dlya Nas                    | Les Jeux - Pas Pour Nous | Elin          | 5:47  |

## Membres du groupe en 1986
- Valerij Kipelov - Chant
- Vladimir Kholstinin - Guitare
- Andrej Bol`shakov - Guitare
- Alik Granovskij - Basse
- Igor Molchanov - Batterie